# Cavernes de Tulum
Les grottes de Tulum sont constituées d'un ensemble de cavités traversées par des rivières souterraines, situées dans la région de Tulum, à la périphérie de la ville et du site archéologique maya de Tulum, dans l'État de Quintana Roo, sur la côte est de la péninsule du Yucatán, au Mexique. On y a trouvé les restes fossiles de quatre individus datés de la fin du Pléistocène, que l'on a surnommés tulumnesi.

## Historique
Ces grottes (dont les trois premières ont été signalées par Jerónimo Avilés et la quatrième par Robbie Schmitner) ont été étudiées par une équipe dirigée par l'archéologue Carmen Rojas Sandoval, de l'Institut national d'anthropologie et d'histoire, par le biologiste Arturo González, ainsi que les moniteurs de spéléologie sous-marine et photographes professionnels Eugenio Aceves et Jerónimo Avilés Olguín.
Trois des squelettes ont été découverts dans les années 1990 et le quatrième en 2006, l'un par Jim Coke (États-Unis), un autre par Gari Walten (États-Unis), le troisième par Steve Gerrard (États-Unis), et le dernier par Alex et Thorsten (Allemagne).
Le directeur du projet « Étude des groupes humains précéramiques de la côte orientale de Quintana Roo », Arturo Gonzalez, et Alejandro Terrazas, de l'université nationale autonome du Mexique, ont publié leurs premières analyses en 2008.
Cette recherche s'inscrit dans le cadre de l'« Atlas archéologique pour l'enregistrement, l'étude et la protection des cénotes de la péninsule du Yucatán », un projet codirigé par Arturo Gonzales, Carmen Rojas et Octavio del Río, qui a également permis des découvertes de faune fossile du Pléistocène dans un autre complexe, appelé Sac Actun, de cavités et rivières souterraines de la péninsule du Yucatán.

## Géologie
Les restes humains ont été trouvés dans des grottes aujourd'hui inondées car, à l'époque où vivaient ces individus, le niveau de la mer était environ 100 m en dessous de celui que nous connaissons aujourd'hui. On peut le vérifier par la présence de stalactites et de stalagmites dans les grottes, des formations minérales produites par l'accumulation de carbonate de calcium due à l'écoulement de l'eau durant des dizaines de milliers d'années.

## Fossiles humains
Le squelette d'Homme moderne le plus ancien, celui de la « femme de Naharon », daté par le carbone 14 de 14 500 ans avant le présent, a été trouvé dans la grotte de Naharón à 368 mètres de l'entrée et à 22,6 m de profondeur. Il correspondait à une femme d'une taille de 1,41 m et d'un poids estimé à 53 kg, âgée au moment de sa mort entre 25 et 30 ans.
Le second squelette a été trouvé à 178 m de l'entrée la plus proche. C'était une femme et son découvreur l'a appelée « Ekab ». Elle avait entre 40 et 50 ans et c'est jusqu'à maintenant l'emplacement le plus profond découvert, à 28 m.
Le troisième squelette a été découvert à 300 m de l'entrée et à une profondeur de 10 m. C'était un homme de 25 à 30 ans, dit « le jeune de Chan Hol ».
Le quatrième squelette, dit « la femme de las Palmas », a été trouvé à 300 m de l'entrée actuelle la plus proche et à une profondeur de 8 m. C'était très probablement une femme,.

## Analyse
Ces découvertes forment la collection d'ossements humains la plus complète et dans le meilleur état de conservation de la fin du Pléistocène supérieur en Amérique. Ils figurent de plus parmi les plus anciens fossiles humains connus à ce jour sur le continent. Comme ils sont toutefois bien plus récents que les sites archéologiques les plus anciens d'Amérique, ils ne permettent malheureusement pas d'éclaircir la controverse sur le premier peuplement de l'Amérique.